# Pseudorhizina korshinskii
Pseudorhizina korshinskii är en svampart som beskrevs av Jacz. 1913. Pseudorhizina korshinskii ingår i släktet Pseudorhizina och familjen Discinaceae.   Inga underarter finns listade i Catalogue of Life.